# Solingen Alligators

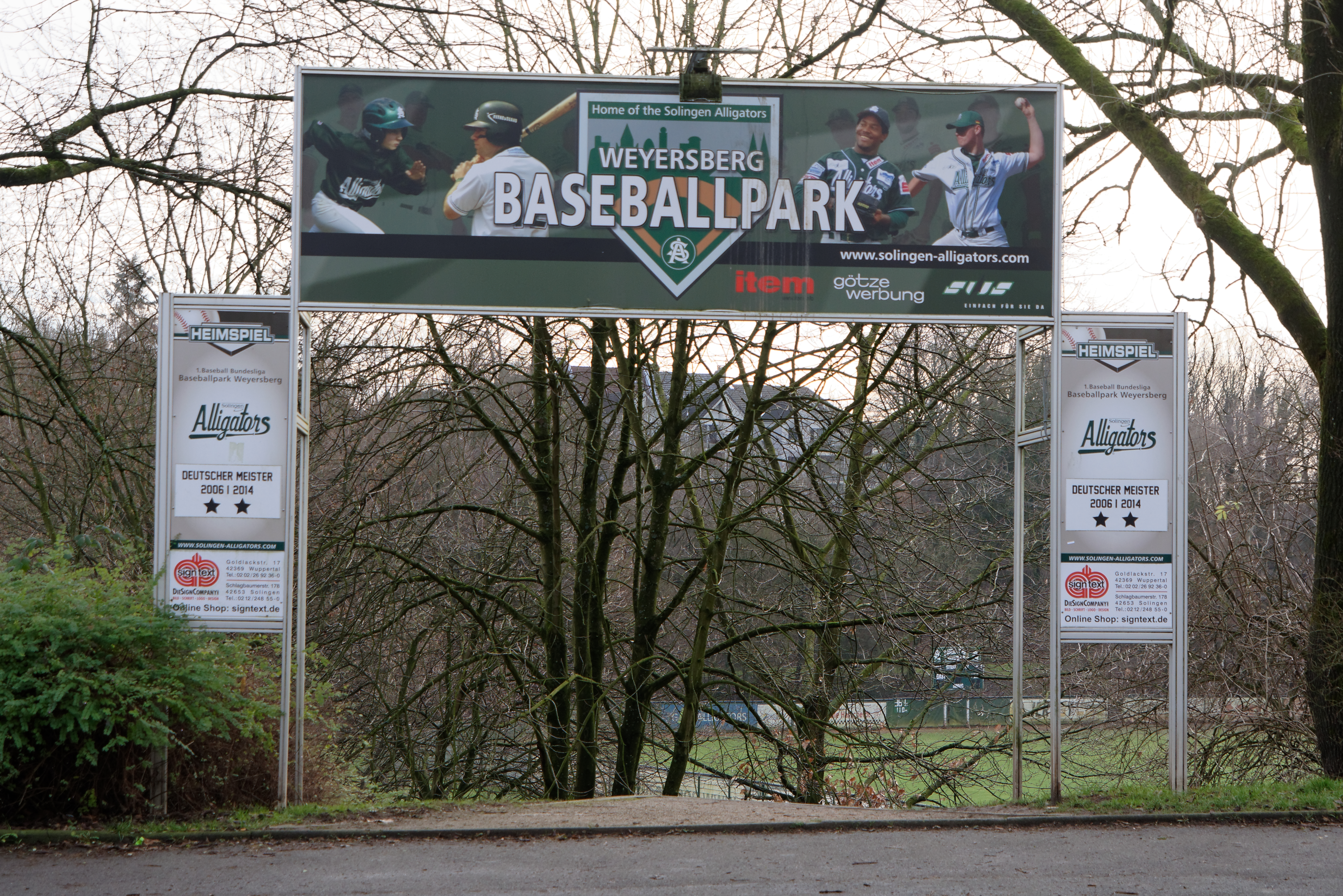
Eingang zum Baseballpark Weyersberg

Die Solingen Alligators, kurz Alligators sind ein Baseball-Club aus Solingen.
Der „Softball- und Baseball Verein Solingen Alligators 1991 e. V.“ wurde 1991 gegründet, gehört mit ungefähr 250 Mitgliedern zu den größten Baseball-Vereinen Deutschlands und ist einer der erfolgreichsten Baseball-Vereine Deutschlands. Sein Logo ist, bis auf die Farbe, komplett dem Logo der Arizona State University nachempfunden. Neben zwei Herrenmannschaften (Bundesliga und Verbandsliga) gibt es eine Juniorenmannschaft in der Verbandsliga, eine Jugendmannschaft in der Verbandsliga, eine Schülermannschaft in der Verbandsliga und eine Tee-Ball Mannschaft. Zwischen 2008 und 2012 gab es zudem eine Hobby-Softball-Mannschaft, die Outdaxx. Das Baseballstadion der Alligators, der Baseballpark Weyersberg, befindet sich an der Kotter Straße am Solinger Weyersberg.
Die 1. Herrenmannschaft der Alligators spielt seit 2003 in der 1. Bundesliga. Die größten Erfolge sind die Gewinne der deutschen Baseballmeisterschaft 2006 und 2014. Im Jahr 2006 erreichte man den zweiten Platz im CEB-Pokal. 2007, 2008 und 2009 wurde die Mannschaft jeweils Erster der Bundesliga-Nord, 2008 bei nur einer Niederlage in 28 Saisonspielen. Solingen erreichte in allen drei Jahren als einzige Mannschaft der Bundesliga Nord das Halbfinale um die deutsche Meisterschaft und schied dort 2007 gegen die Mainz Athletics, 2008 gegen die Regensburg Legionäre und 2009 gegen die Heidenheim Heideköpfe aus, alle Gegner wurden jeweils deutscher Meister. 2007 wurden die Alligators Pokalsieger des BSVNRW, 2008 unterlagen sie im Finale den Paderborn Untouchables.
2008 verloren die Alligators mit Nationalmannschaftscatcher Kai Gronauer während der Saison einen ihrer besten Spieler, als dieser von den New York Mets verpflichtet wurde und in die Minor League Organisation der New Yorker wechselte. Der Nationalmannschaftspitcher André Hughes spielte in der Saison 2009 in der holländische Hoofdklasse für Honkbalclub Allen Weerbaar (HCAW), ab 2010 kehrt er jedoch wieder zu seinem Heimatverein zurück. Ebenfalls 2010 kehrte der Nationalmannschaftspitcher Nils Hartkopf zu den Solingern zurück. Doch Hartkopf wechselte schon nach einem Jahr zum Bundesliga-Konkurrenten Haar Disciples. Er kehrte 2014 wieder nach Solingen zurück.
Die Regionalligamannschaft der Alligators wurde 2008 und 2009 Regionalligameister, verzichtete aber jeweils auf den Aufstieg in die 2. Bundesliga.
Die Jugendmannschaft wurde 2014 erstmals in der Vereinsgeschichte Deutscher Meister.
Die Schülermannschaft konnte 2003 und 2011 den Deutschen Meistertitel feiern.
Die Baseballspieler wurden in Solingen zur Mannschaft des Jahres 2001 bis 2006 gewählt. Für den Meistertitel 2014 durfte sich das Bundesligateam in das goldene Buch der Stadt eintragen.
Von 2016 bis zum Rückzug aus der Baseball-Bundesliga übertrug das vereinseigene "Alligators-TV"  Heimspiele live über die Vereins-Homepage im Internet.
Nach der Saison 2021 zog sich der Verein aus der Baseball-Bundesliga zurück und stand vor der Auflösung, in einer Mitgliederversammlung im Dezember 2021 wurde jedoch die Fortführung zuerst der Jugend- und Kinderteams beschlossen. 2022 nimmt der Verein an der NRW-Liga teil.